# 垡頭駅
垡頭駅（ばつとう-えき）は中華人民共和国北京市朝陽区に位置する北京地下鉄7号線の駅である。2018年12月30日に開業した。

## 駅構造

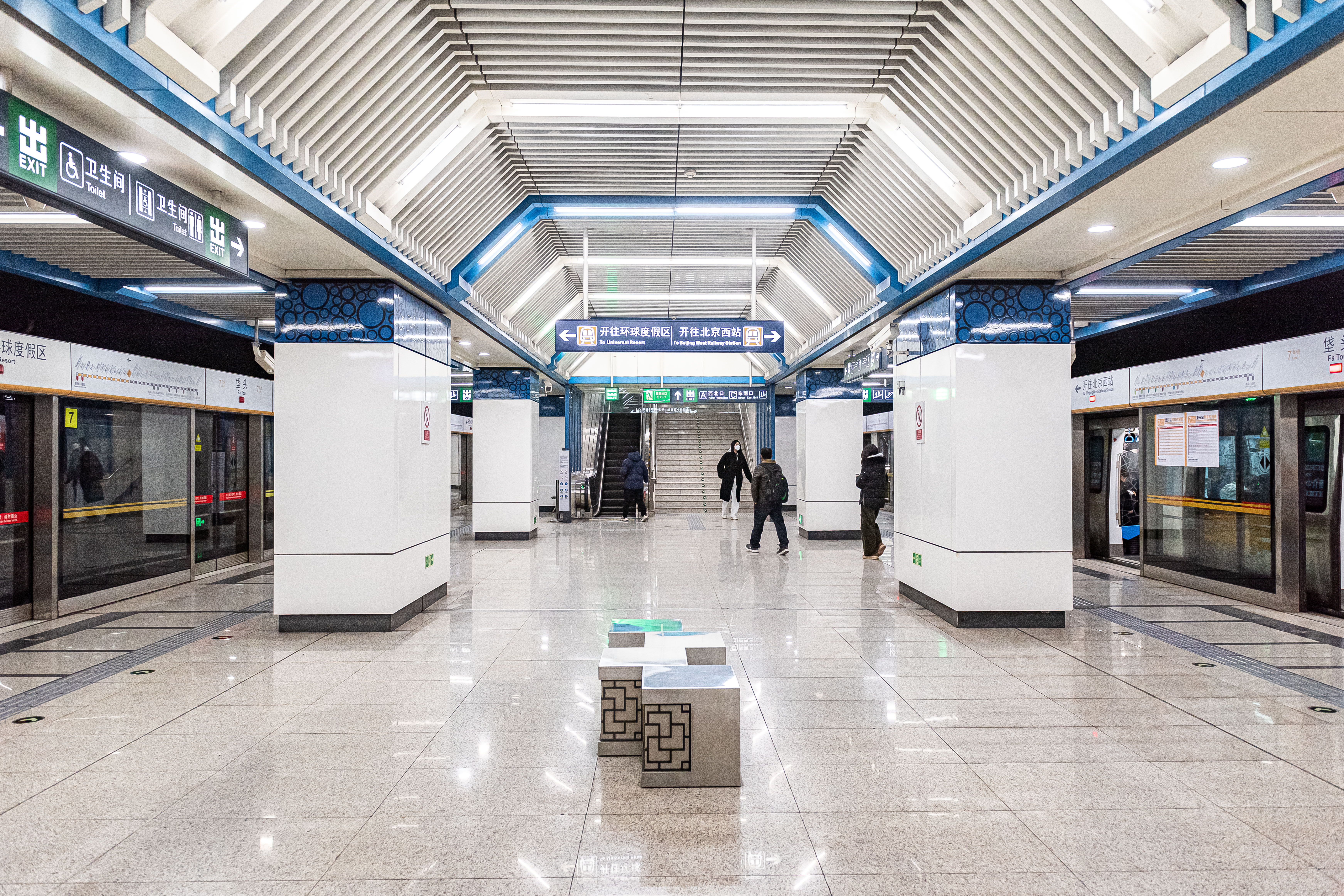
ホーム

島式ホーム1面2線の地下駅である。

## 歴史
- 2018年12月30日 - 開業。

## 隣の駅
北京地下鉄
■7号線
歓楽谷景区駅 - 垡頭駅 - 双合駅